# Björkvik
För andra betydelser, se Björkvik (olika betydelser).
Björkvik är en tätort i Katrineholms kommun och kyrkbyn i Björkviks socken, belägen vid sjön Yngaren, cirka 30 kilometer sydost om Katrineholm.

## Befolkningsutveckling
| Befolkningsutvecklingen i Björkvik 1960–2020>                     | Befolkningsutvecklingen i Björkvik 1960–2020> | Befolkningsutvecklingen i Björkvik 1960–2020> | Befolkningsutvecklingen i Björkvik 1960–2020> | Befolkningsutvecklingen i Björkvik 1960–2020> |
| ----------------------------------------------------------------- | --------------------------------------------- | --------------------------------------------- | --------------------------------------------- | --------------------------------------------- |
|                                                                   |                                               |                                               |                                               |                                               |
| År                                                                |                                               |                                               | Folkmängd                                     | Areal (ha)                                    |
| 1960                                                              | 1960                                          |                                               | 167                                           | ¤                                             |
| 1965                                                              | 1965                                          |                                               | 290                                           |                                               |
| 1970                                                              | 1970                                          |                                               | 346                                           | 80                                            |
| 1975                                                              | 1975                                          |                                               | 413                                           | 80                                            |
| 1980                                                              | 1980                                          |                                               | 437                                           | 90                                            |
| 1990                                                              | 1990                                          |                                               | 526                                           | 93                                            |
| 1995                                                              | 1995                                          |                                               | 533                                           | 94                                            |
| 2000                                                              | 2000                                          |                                               | 512                                           | 96                                            |
| 2005                                                              | 2005                                          |                                               | 511                                           | 96                                            |
| 2010                                                              | 2010                                          |                                               | 492                                           | 96                                            |
| 2015                                                              | 2015                                          |                                               | 427                                           | 119                                           |
| 2020                                                              | 2020                                          |                                               | 436                                           | 119                                           |
| Anm.: Ny tätort 1965 ¤ Som tätortsbebyggelse med 150-199 invånare |                                               |                                               |                                               |                                               |

## Samhället
I den nuvarande tätorten, som ligger på byarna Vedeby, Sandvik, Klubbetorp och Mjölhults ägor, finns förskola och grundskola till och med skolår sex samt fritidshem, bibliotek, läkarmottagning, distriktssköterskemottagning, idrottshall och idrottsplats.
Under tiden 1929 till 1955 bedrev Röda kors-kretsen i Björkvik BB här.